# توت (زرين أردكان)
توت (بالفارسية: توت) هي قرية تقع في إيران في Zarrin Rural District. يقدر عدد سكانها بـ 62 نسمة بحسب إحصاء 2016.